# Dillon (Carolina del Sud)
Dillon è una città degli Stati Uniti d'America, capoluogo della Contea di Dillon, nello stato della Carolina del Sud.